# 桜井知則
桜井 知則（櫻井、さくらい とものり、1859年3月5日（安政6年2月1日）- 1934年（昭和9年）4月18日）は、明治から昭和前期の実業家、政治家。衆議院議員、奈良県磯城郡平野村名誉村長。

## 経歴
大和国十市郡佐味村（奈良県十市郡佐味村、平野村、磯城郡平野村を経て現田原本町）で、桜井知新の長男として生まれた。漢籍を修めた。
1881年（明治14年）佐味村外七カ村戸長兼田原本外四カ村戸長に就任。佐味村会議員、平野村名誉村長、連合町村会議員などを務めた。1889年（明治22年）奈良県会議員に選出された。1894年（明治27年）3月、第3回衆議院議員総選挙（奈良県第2区、自由党）で当選し、衆議院議員に1期在任した。
実業界では、1895年（明治28年）大和木綿業連合組合総長に就任。その他、大阪細糸紡績専務取締役、大阪石原鉱業部顧問、愛知硫安肥料社長、大阪製菓社長、浪速グリース社長、大阪鉄管商会監査役などを務めた。
1934年4月、大阪市南区瓦屋町で死去した。

## 国政選挙歴
- 第2回衆議院議員総選挙（奈良県第2区、1892年2月、自由党）次点落選[4]
- 第3回衆議院議員総選挙（奈良県第2区、1894年3月、自由党）当選[4]
- 第4回衆議院議員総選挙（奈良県第2区、1894年9月、自由党）次点落選[5]